# 西本願寺
西本願寺（日语：／ Nishihonganji）是日本佛教淨土真宗本願寺派的本山，位於日本京都府京都市下京區，正式名稱為龍谷山本願寺。本願寺派是淨土真宗最大教派，為親鸞所創，最初本山為1272年（文永9年）所建大谷本願寺，後經歷多次戰亂遷徙，1591年（天正19年）第11任門主顯如得到關白豐臣秀吉支持，將本山遷至現址。1592年第12任門主准如繼任後，教團內部發生繼承紛爭，1602年前繼承人教如得到大名德川家康支持脫離教團，在本寺東側另創真宗本廟，通稱為「東本願寺」，形成東西對立局面。當地人因此習慣將龍谷本願寺稱為「西寺」（お西），久之通稱為西本願寺。現任住持為本願寺派第25任門主大谷光淳（法號専如）。
境内殘留許多以桃山文化為代表的建築和庭園，在1994年（平成6年）指定為國家史蹟，同年12月以「古都京都的文化財」登錄為聯合國教育、科學及文化組織的世界遺產。
本願寺派在台灣日治時期曾到台灣布教，並曾在台北萬華建立西本願寺和了覺寺。
2018年9月強烈颱風燕子襲日期間，寺內的「阿彌陀堂門」檜皮屋頂與「南能舞台」都被損毀，需要長時間修復才能恢復。

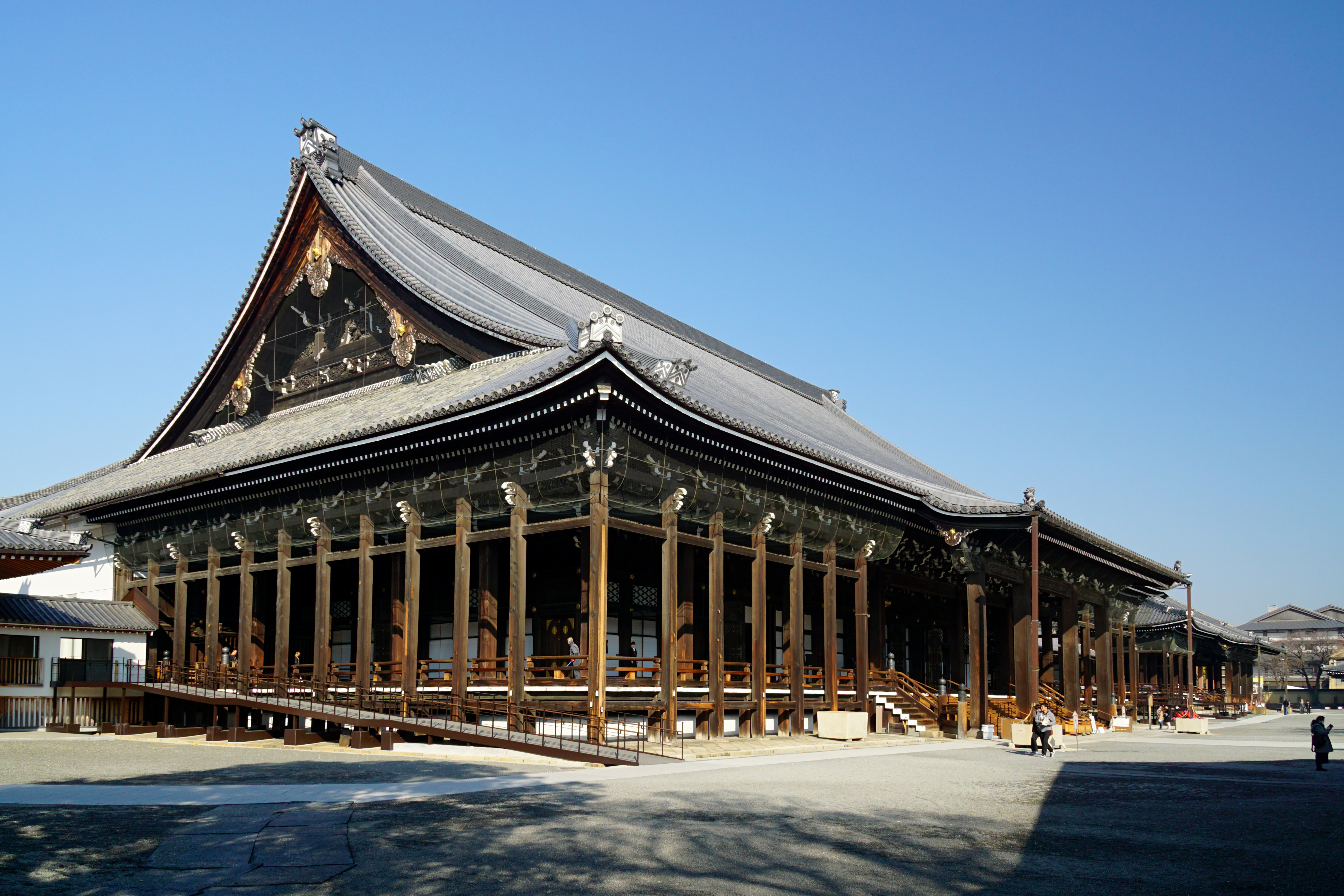
御影堂（国宝）
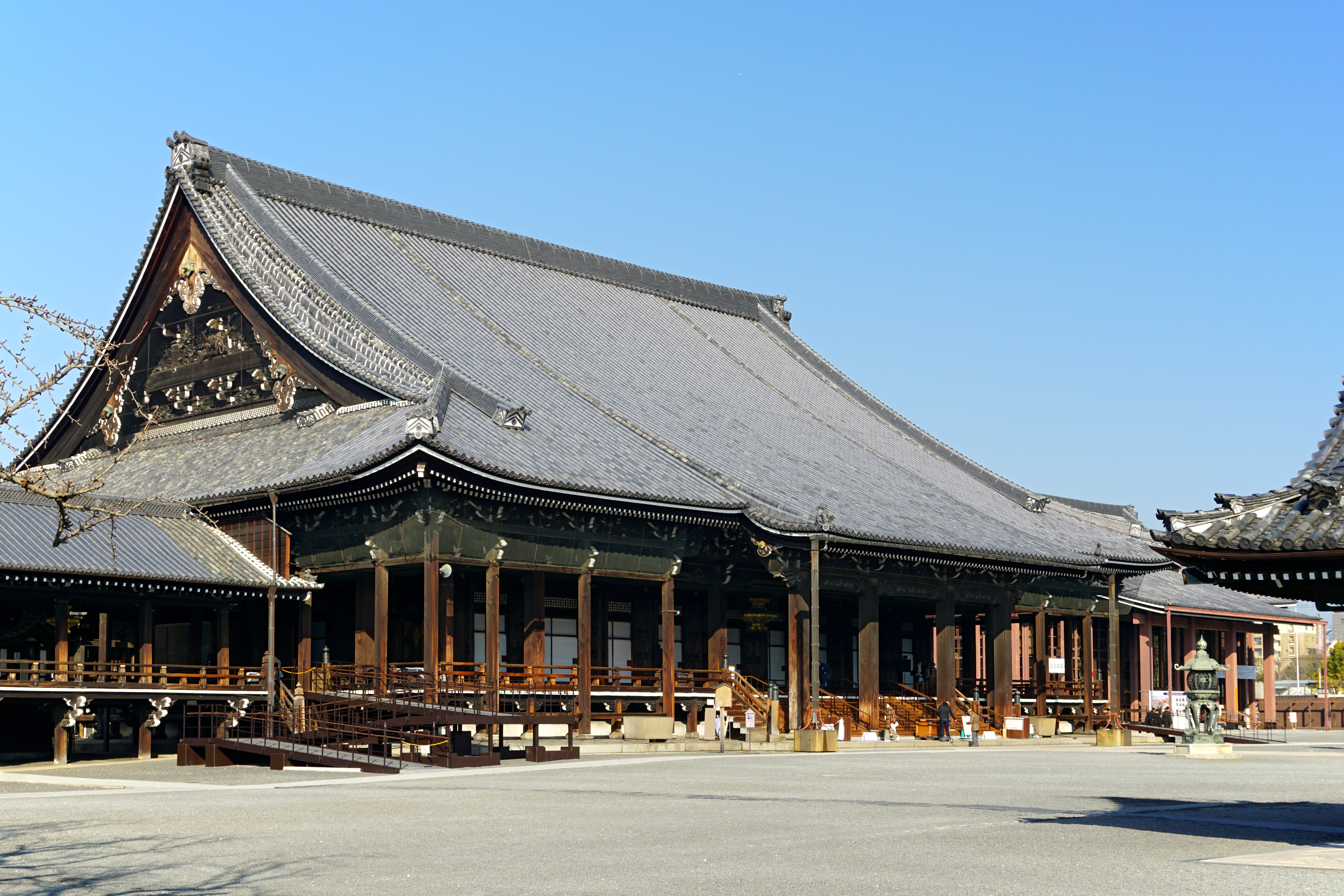
阿弥陀堂（国宝）
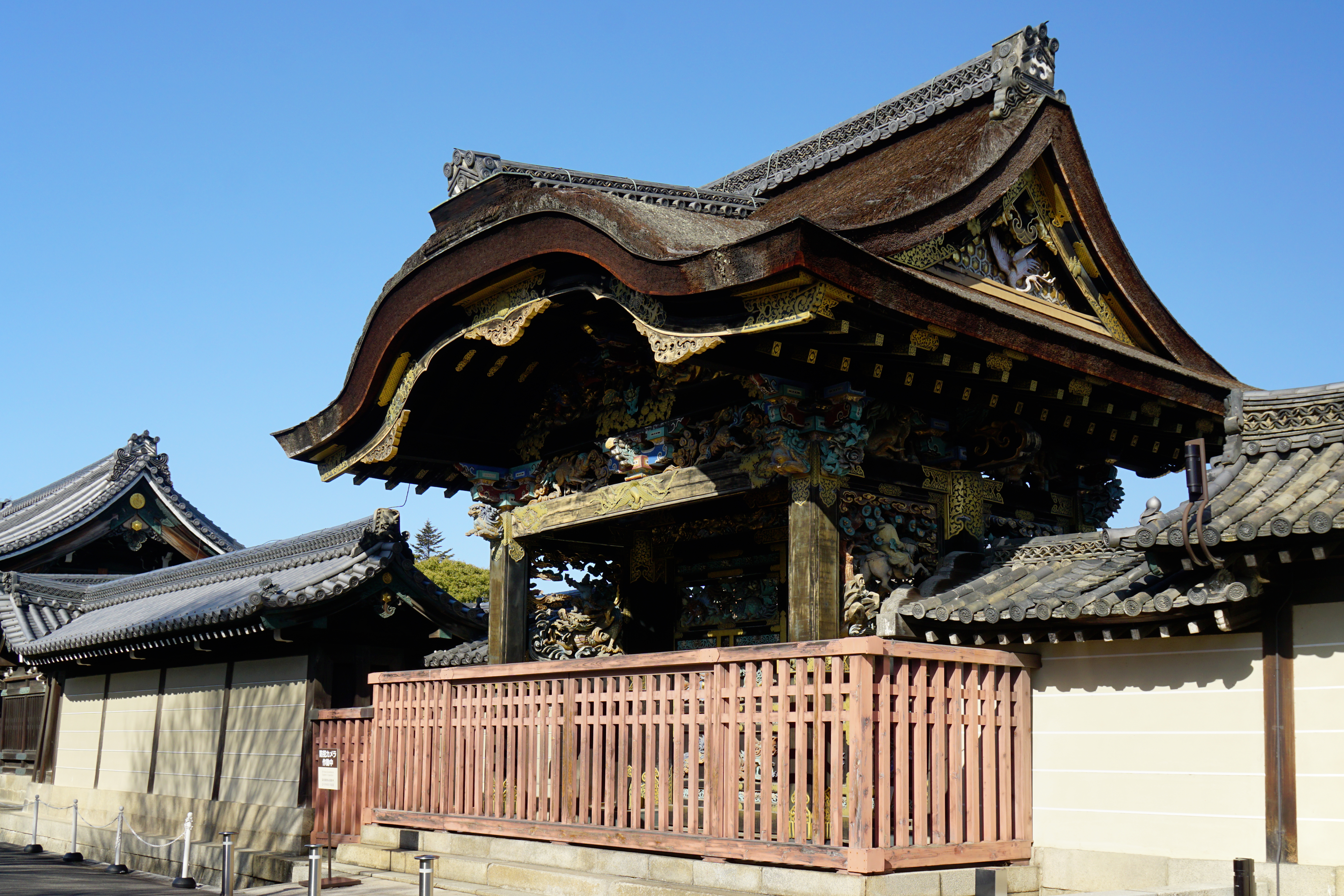
唐門（国宝）
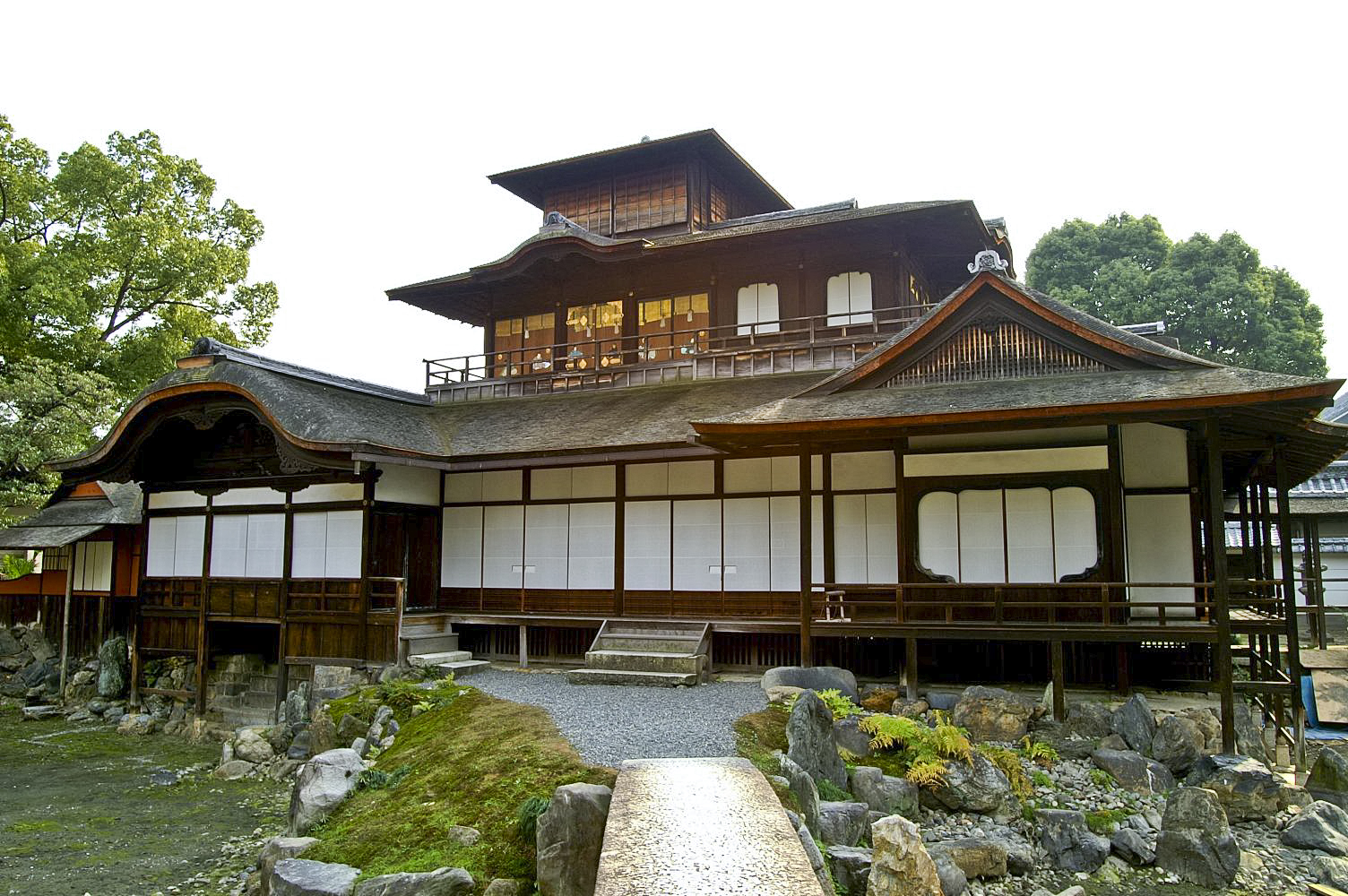
飛雲閣（国宝）

## 文化財

### 國寶
- 御影堂
- 阿彌陀堂
- 書院
- 北能舞台
- 黒書院及傳廊
- 飛雲閣
- 唐門
- 紙本墨畫親鸞聖人像（鏡御影）
- 《觀無量壽經註》，親鸞筆
- 《阿彌陀經註》，親鸞筆
- 熊野懐紙
- 三十六人家集37帖 （页面存档备份，存于）

### 重要文化財

#### 建築
- 玄關、浪之間、虎之間、太鼓之間 1棟
- 浴室（黄鶴台）附:廻廊
- 本願寺 7棟[2]
- 舊真宗信徒生命保險株式会社本館（本願寺傳道院），伊東忠太 建。

#### 美術工藝品
- 絹本著色聖徳太子像
- 紙本著色親鸞・如信・覺如三上人像
- 紙本著色善信上人繪（琳阿本） 2巻
- 紙本著色慕歸繪詞　畫隆章、隆昌、久信筆　10巻
- 絹本著色雪中柳鷺圖（傳趙仲穆筆）
- 絹本著色親鸞聖人繪傳 6幅
- 銅鐘（梵鐘）
- 《歎異抄（日语：歎異抄）》 2巻　蓮如書寫奥書
- 《教行信証》 6冊
- 《唯信抄》 親鸞筆
- 《浄土三經往生文類》 自筆本（略本）
- 尊円親王詩歌書巻 自筆本（鷹手本）
- 版本《浄土論註》 上下 2帖 建長8年親鸞加點奥書
- 《伏見天皇宸翰歌集》（99首）
- 《榮花物語》 15帖
- 恵信尼自筆書狀類 覺信尼宛 （10通）
- 証如上人極官關係文書 3幅、2巻
- 親鸞自筆書狀類（4通） 2巻
- 《天文日記（光教日記）》自筆本 56冊、11巻
- 本願寺御影堂留守職歴代讓狀（18通）12巻　附 本願寺留守職相傳系圖3通、光佐以下歴代讓狀（6通）4巻2通

出處：《国宝・重要文化財大全 別巻》

### 史跡
- 本願寺境内

### 特別名勝・史跡
- 本願寺書院庭園

### 名勝
- 滴翠園

## 外部連結
- 西本願寺 （页面存档备份，存于）（日語）